# Tomasz Olędzki
Tomasz Olędzki herbu Rawicz (zm. 17 grudnia 1678 w Siedlcach) – kasztelan zakroczymski po 1650 roku do 1678 roku, chorąży drohicki w latach 1636-1650.
Poseł na sejm zwyczajny 1637 roku, sejm 1641, 1645 i 1646 roku.